# Rhacophorus tuberculatus
Rhacophorus tuberculatus es una especie de ranas que habita en China, India y, posiblemente, también en Birmania y Nepal. 
Esta especie está en peligro de extinción por la pérdida de su hábitat natural.